# Ilum
Astre fictif apparaissant dans
Star Wars.
Ilum, ou base Starkiller, est une planète de l'univers de Star Wars.

## Contexte
L'univers de Star Wars se déroule dans une galaxie qui est le théâtre d'affrontements entre les Chevaliers Jedi et les Seigneurs noirs des Sith, personnes sensibles à la Force, un champ énergétique mystérieux leur procurant des pouvoirs parapsychiques. Les Jedi maîtrisent le Côté lumineux de la Force, pouvoir bénéfique et défensif, pour maintenir la paix dans la galaxie. Les Sith utilisent le Côté obscur, pouvoir nuisible et destructeur, pour leurs usages personnels et pour dominer la galaxie.

## Géographie
Ilum est une planète entièrement couverte de glace et de neige. Cela en fait un monde froid et hostile, mais il est progressivement terraformé par l'Empire galactique puis le Premier Ordre. L'Empire y creuse une immense tranchée le long de l'équateur afin de transformer Ilum en super-arme,.

## Histoire
Jusqu'à l'ordre 66, Ilum est la source des cristaux kyber des Jedi. Les jeunes Jedi se rendent à Ilum, où ils sont choisis par un cristal, qui devient celui d'un sabre laser qu'ils construisent. 
Par exemple, pendant la guerre des clones, Ahsoka Tano accompagne un groupe d'apprentis Jedi à Ilum pour qu'ils puissent commencer à construire leur sabre laser.
En 18 av. BY, l'Empire galactique découvre l'existence d'Ilum et entame immédiatement sa terraformation et l'extraction d'une grande partie de la planète, ce qui la transforme petit à petit en base Starkiller. Dans le même temps, l'Empire utilise les cristaux extraits de la planète pour alimenter ses Étoiles de la mort en construction simultanément,.
En 14 av. BY, le jeune Jedi Cal Kestis, venu afin de trouver un nouveau cristal pour son sabre laser, découvre le chantier de transformation de la planète. L'activité impériale est alors en repos, car l'Empire ne retrouve Galen Erso, son principal ingénieur travaillant sur l'Étoile de la mort, qu'en 13 av. BY.
Pendant sa formation de Jedi, Luke Skywalker visite plusieurs planètes sacrées pour les Jedi, dont Ilum. Cependant, une fois à Ilum, il voit que l'Empire est en train de détruire, et quitte la planète, l'oubliant et n'y revenant plus,.

## Concept et création
La première apparition d'Ilum se trouve dans un roman junior paru en 2001. Cependant, c'est sa présence de la planète dans The Clone Wars qui lui permet de rester dans l'univers dit « officiel » de Star Wars après 2014.

## Adaptations
Un bâtiment d'Abu Dhabi, le siège de l'entreprise Aldar, haut d'environ 100 m, est aménagé pour ressembler à la base Starkiller à l'occasion de la sortie du Réveil de la Force. 